# خاتیا بونیاتیشویلی
خاتیا بونیاتیشْویلی (به گرجی: ხატია ბუნიათიშვილი، تلفظ گرجی: xɑtʼiɑ buniɑtʰiʃvili) (زادهٔ ۲۱ ژوئن ۱۹۸۷ در باتومی) نوازندهٔ پیانو اهل گرجستان است. او تابعیتِ کشورِ فرانسه را نیز دارد.

## زندگی
خاتیا بونیاتیشْویلی در ۲۱ ژوئن ۱۹۸۷ در باتومی گرجستان به دنیا آمد. آموختن پیانو را از سه‌سالگی نزد مادرش آغاز کرد و شش‌ساله بود که به همراه ارکستر مجلسی در تفلیس برای اجرا به روی صحنه رفت. او پس از فارغ‌التحصیلی از مدرسهٔ مرکزیِ موسیقی در تفلیس در سال ۲۰۰۴ وارد کنسرواتوار ملی همان شهر شد. او از ده‌سالگی تا کنون کنسرت‌هایی را در اوکراین، ارمنستان، اسرائیل، و ایالات متحدهٔ آمریکا اجرا کرده‌است.
بونیاتیشْویلی تابعیت کشور فرانسه را نیز دارد.

## جایزه‌ها
بونیاتیشْویلی تاکنون موفق به دریافت جوایز متعدد شده‌است؛ ازجمله:
- جایزهٔ ویژهٔ مسابقهٔ پیانو هوروویتس در کی‌یف، اوکراین (۲۰۰۳)
- جایزهٔ کمک‌هزینهٔ تحصیلیِ الیزابت لنوسکایا
- برندهٔ جایزهٔ دوم همراه با جایزهٔ ویژهٔ هنری و جایزهٔ ویژهٔ بهترین پیانیست جوان گرجستان در سومین دورهٔ مسابقات بین‌المللی پیانو در تفلیس (۲۰۰۵)
- برندهٔ جایزهٔ سوم همراه با یک جایزهٔ ویژه از دوازدهمین دورهٔ مسابقهٔ بین‌المللی پیانو آرتور روبنشتاین (۲۰۰۸)
- جایزهٔ تازه‌وارد سال اکوکلاسیک (پیانو) (۲۰۱۲)